# 豊平公園駅
豊平公園駅（とよひらこうえんえき）は、北海道札幌市豊平区豊平5条13丁目にある、札幌市営地下鉄東豊線の駅である。駅番号はH11。

## 歴史
- 1994年（平成6年）10月14日 - 札幌市営地下鉄東豊線の豊水すすきの駅 - 福住駅間の延伸開業と同時に開業[1]。
- 2000年（平成12年）2月 - 北海道立総合体育センター「きたえーる」へ通じる直結連絡通路が完成。
- 2016年（平成28年）10月20日 - 可動式ホーム柵が設置され、稼働開始。

## 駅構造
豊園通の下を北西から南東に走る路線に沿ってホームがある。1面2線の島式ホームである。出口は3ヶ所に加え、きたえーるへの連絡通路がある。地上へのエレベーターは1番出口に設置されている。3番出口は22時に、きたえーる連絡通路は23時30分に閉鎖される。

### のりば
| ホーム | 路線   | 行先                     |
| ------ | ------ | ------------------------ |
| 1      | 東豊線 | 美園・福住方面           |
| 2      | 東豊線 | 大通・さっぽろ・栄町方面 |

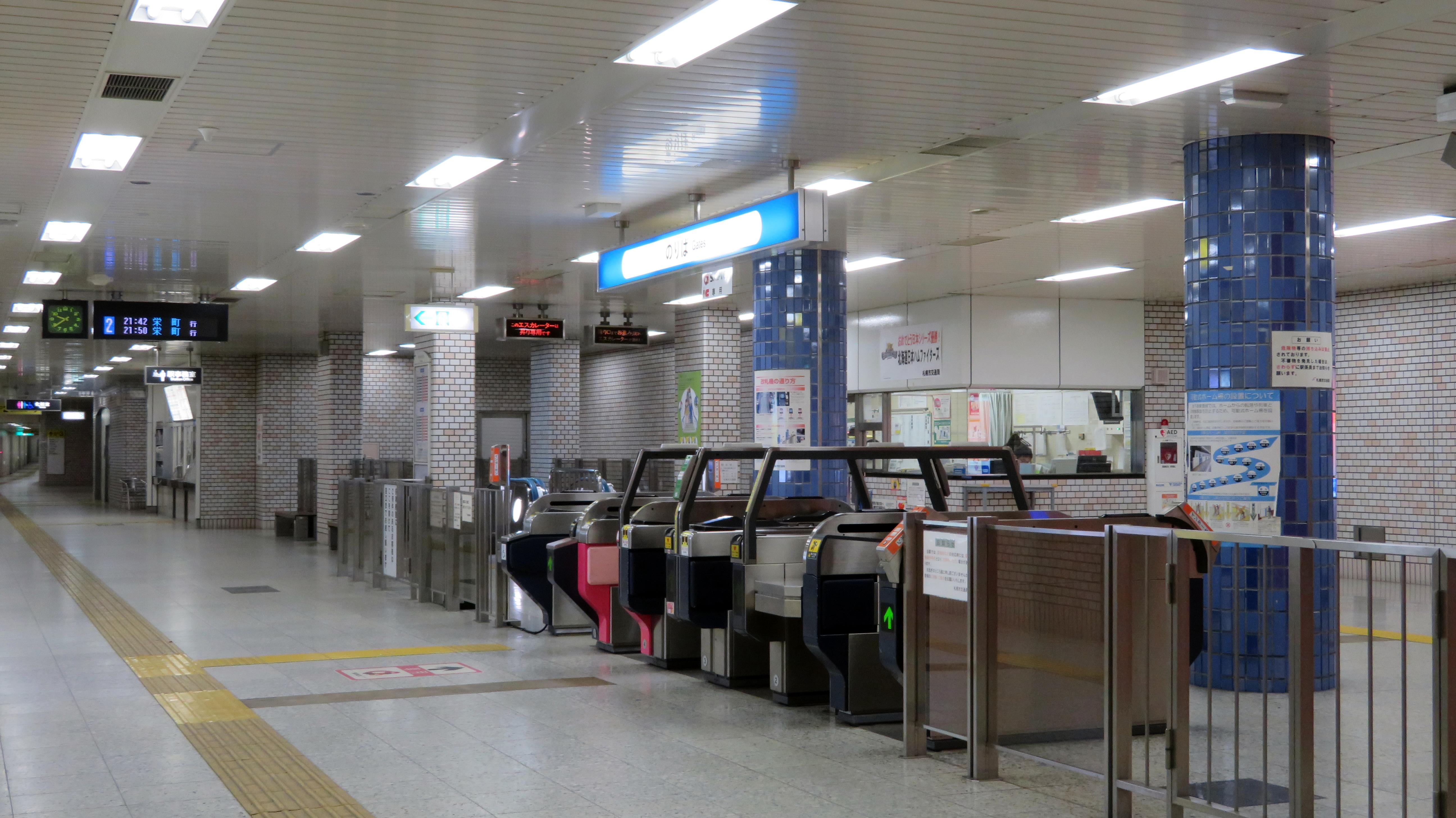
改札口
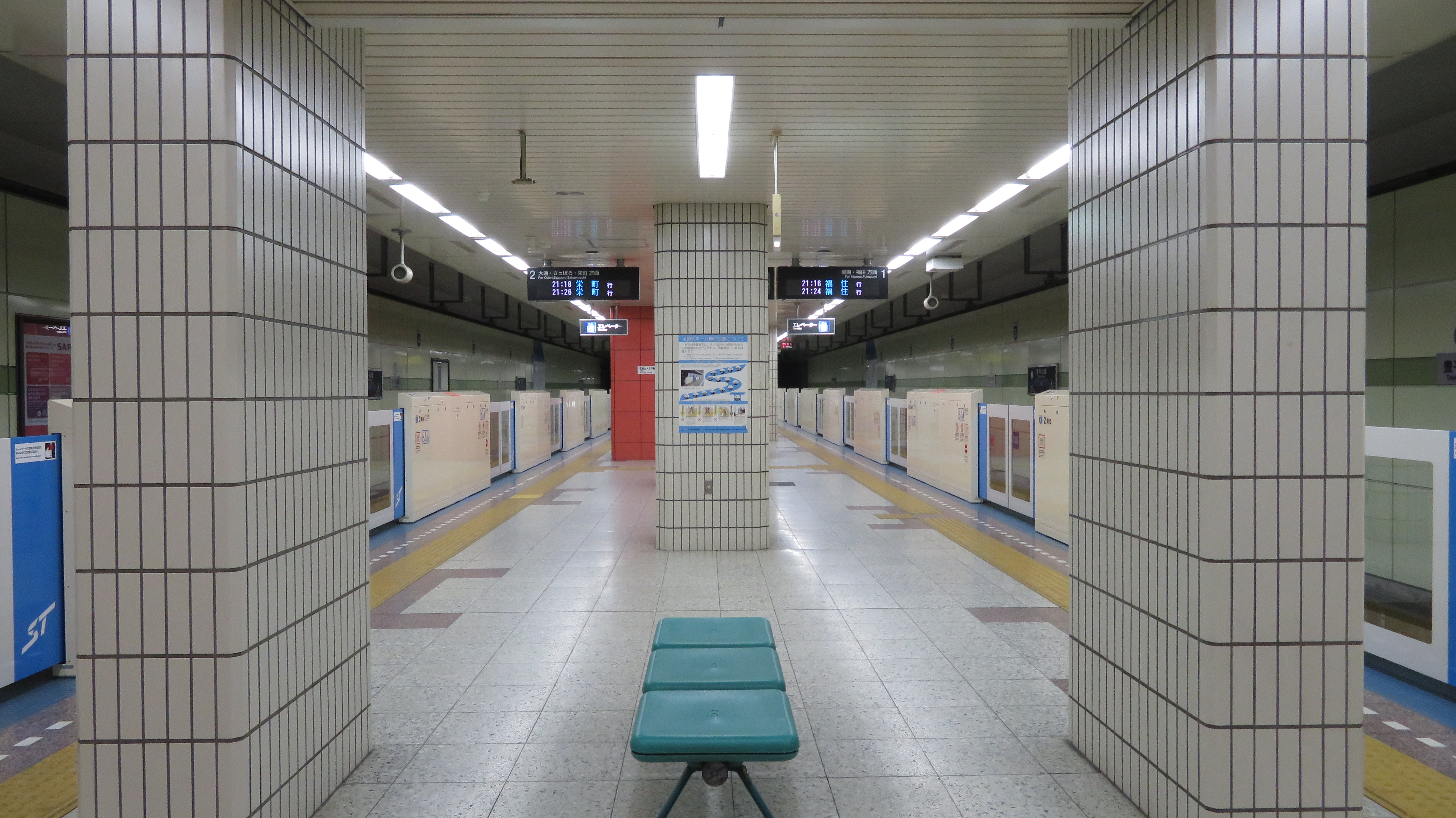
ホーム
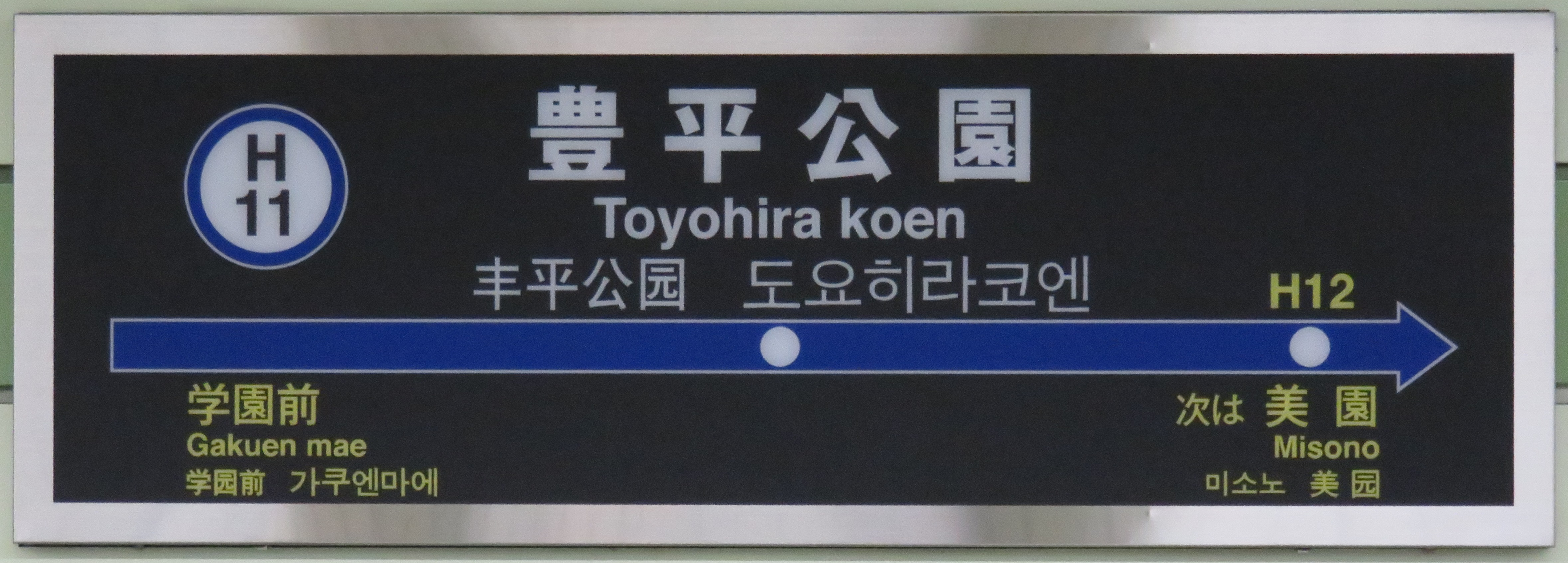
駅名標

## 利用状況
札幌市交通局によると、2022年度の1日平均乗車人員は5,124人であった。
乗車人員は開業当初は東豊線で最少であったが、近年は北海道立総合体育センター（きたえーる）の開館に伴って増加傾向にある。同センター開館時には、新たに直結出入口が増設された。
近年の1日平均乗車人員の推移は以下の通りである。
| 年度   | 1日平均 乗車人員 | 出典  |
| ------ | ---------------- | ----- |
| 2003年 | 4,067            | [ 3 ] |
| 2004年 | 3,977            | [ 3 ] |
| 2005年 | 4,118            | [ 3 ] |
| 2006年 | 4,388            | [ 3 ] |
| 2007年 | 4,376            | [ 3 ] |
| 2008年 | 4,349            | [ 3 ] |
| 2009年 | 4,351            | [ 3 ] |
| 2010年 | 4,462            | [ 3 ] |
| 2011年 | 4,564            | [ 3 ] |
| 2012年 | 4,810            | [ 3 ] |
| 2013年 | 4,914            | [ 3 ] |
| 2014年 | 5,148            | [ 4 ] |
| 2015年 | 5,291            | [ 4 ] |
| 2016年 | 5,682            | [ 5 ] |
| 2017年 | 5,629            | [ 5 ] |
| 2018年 | 5,724            | [ 6 ] |
| 2019年 | 5,570            | [ 6 ] |
| 2020年 | 3,977            | [ 7 ] |
| 2021年 | 4,235            | [ 7 ] |
| 2022年 | 5,124            | [ 7 ] |

## 駅周辺
駅の北東が豊平公園である。公園内には北海道立総合体育センター「きたえーる」があり、様々な競技会が催される。東に、公園の一角を欠く形で豊平警察署がある。南に札幌市立八条中学校がある。その他周辺は住宅地で商店街はない。かつては駅の近くに雪印種苗の本社が置かれていたこともある。
- 豊園通[2]
- 米里行啓通[2]
- 北海道立総合体育センター「きたえーる」[2]
- 豊平公園[2]
  - 豊平公園緑のセンター[2]
  - 豊平公園温水プール[2]
- 豊平警察署[2]
- 札幌市水道局豊平庁舎[2]
- 札幌市豊平若者活動センター（Youth+豊平）[2]
- 札幌市立八条中学校[2]
- 札幌市立みどり小学校[2]

## その他
- 開業前の仮駅名は1981年時点では「豊平南」[8]、1985年時点では「豊平」だった[9]。
- 駅スタンプは豊平公園駅のイニシャルTの中にきたえーるが描かれている[10]。

## 隣の駅
札幌市営地下鉄
 東豊線
学園前駅 (H10) - 豊平公園駅 (H11) - 美園駅 (H12)